# Мідсоммаркрансен (станція метро)
59°18′06″ пн. ш. 18°00′40″ сх. д. / 59.3017° пн. ш. 18.0111° сх. д.
«Мідсоммаркрансен» (швед. Midsommarkransen) — станція Червоної лінії Стокгольмського метрополітену, обслуговується потягами маршруту Т14.
Станція була відкрита 5 квітня 1964 року у складі першої черги Червоної лінії від Т-Сентрален
.
Відстань до Слюссена становить 4,6 км.
Пасажирообіг станції в будень —	6,450 осіб (2019)
.
Розташування: боро Мідсоммаркрансен, Седерорт. 
Конструкція: односклепінна станція глибокого закладення (тбіліського типу) з однією острівною прямою платформою.

## Операції
| Попередня станція             | Лінія | Лінія     | Лінія | Наступна станція        |
| ----------------------------- | ----- | --------- | ----- | ----------------------- |
| Лільєгольмен до Мербю-сентрум |       | Лінія T14 |       | Телефонплан до Фруенген |